# Кримски Готи
Кримски Готи су била група готских племена, која су након селидбе Гота на запад остала на територији око Црног мора, посебно на полуострву Крим. Кримски Готи су најмање позната и, парадоксално, готска заједница која је најдуже успела да се одржи.
Аустријски историчар Хервиг Волфрам, који се позивао на историчара Јорданеса из 6. вијеку, је тврдио да су Остроготи у 4. вијеку имали велико краљевство сјеверно од Црног мора, које су за вријеме владавине краља Ерманарика уништили Хуни током миграције из руских степа. Готи су били вазали Хуна све до Атилине смри 453, када су се побунили и поново основали своју државу. Као и Хуни, Готи на Криму никада нису достигли своју претходну славу.
Енглески историчар Питер Хедер и амерички историчар Мајкл Куликовски тврде да Остроготи у 5. вијеку нису ни постојали, а да су их чинила друга готска и неготска племена. Нека од готских племена су населила Крим.
Кримски Готи се крајем 5. и почетком 6. вијека суочавају са хордама Хуна, који се после слома њиховог европског краљевства враћају на исток. Остроготски краљ Теодорик Велики, који је владао од 493. до 526. године у Италији, покушава да регрутује Кримске Готе за свој војни поход у Италији. Кримски Готи за његову понуду очигледно нису били заинтересовани, јер су се придружили само појединци.
Кримски Готи су као и друга готска племена били аријанци, али у 6. вијеку у потпуности примају догму римске цркве о Светом Тројству. Након раскола у хришћанској цркви постају вјерници православне цркве. У 8. вијеку православни епископ Јован Готски покреће побуну против хазарске доминације која се завршава поразом.
Многи Кримски Готи су говорили грчки, а на њихову земљу, коју су византијске власти звале Готија, се населило много неготских византијских држављана. Готска кнежевина Теодоро, која је посједовала земљу око тврђаве Дорос (данас Мангуп), као вазална држава Византије, Хазара, Монгола, Млетака постојала је све до 1475. године, када је коначно укључена у Кримски канат и Османско царство.
О језику Кримских Гота има врло мало података. Поједини натписи из 9. вијека, откривени на Криму, садрже ријеч „Гот“, који се односи на лично име, а не на етноним. У средњем вијеку у Европи је постојала легенда о готској земљи на Криму. у 16. вијеку, Аугер Гислен де Бузбек је извјестио да је у Цариграду разговарао са два Гота. Оставио је Готско-латински ријечник са неколико ријечи које су сличне старом готском језику.